# 武川眾
武川眾（羅馬字：Mukawashū）是甲斐國邊境的武士團。因為是甲斐源氏流武田氏支流甲斐一條氏的一族，在日本戰國時期成為武田家家臣並負責國境防衛等事。「武川」是指武川筋，在甲斐北西部（現今北杜市域、舊北巨摩郡域）的釜無川以西、御勅使川以北的地域。別稱武河眾、六河眾。

## 概要
在日本中世紀，在甲斐國中特定地域有被稱為「～眾」的邊境武士團，在戰國時期成為武田家臣，而武川眾與津金眾和九一色眾一同變成代表性的存在。在鎌倉時代由一條時信（源八）的子孫中分離出來。甲斐一條氏是由甲斐源氏棟梁武田信義的嫡男一條忠賴開始，雖然受到源賴朝的肅清而一時間沒落，但是因為忠賴是甲斐守護和有力的氏族（『尊卑分脈』），一條信長透過向巨摩郡甘利莊擔任地頭的武田八幡宮（韮崎市）奉納大般若經等事來加強與武川筋的關係。在室町時代中應永24年（1417年）的上杉禪秀之亂後，甲斐變成沒有守護的狀態而變得不安定，永享5年（1433年），與輪寶一揆連結的守護代跡部氏和與日一揆連結的武田信長之間爆發荒川合戰，根據創立甲斐一條氏的一蓮寺『一蓮寺過去帳』，信長方的日一揆受到柳澤氏等武川眾一族支持，在戰國時期直到武田氏滅亡為止，『過去帳』記錄了山高氏、白州氏、馬場氏等武川眾一族。
在日本戰國時代加入武田家臣團，因為在甲斐守護武田信虎後期至晴信（信玄）時期正式侵攻信濃的關係，武川眾負責甲信國境的防衛。在生島足島神社（長野縣上田市）中有成為寄親的武田親族眾信豐於永祿10年（1567年）提出的起請文，文中有一族的名字，最初使用「武川眾」的稱呼。在信玄時期至勝賴時期動向不明，在『甲斐國志』中記載為直參眾。
在武田氏滅亡後，甲斐國經天正壬午之亂而被德川家康佔領，武川眾庇護武田遺臣並仕於家康。繼續負責國境防衛，一說在天正壬午之亂中亦相當活躍。在江戶時代中，武川眾大部分成為將軍的旗本。柳澤吉保成為第5代將軍德川綱吉的側用人，後來成為甲府藩藩主。而米倉氏則在後來成為皆川藩和六浦藩的藩主而成為大名。
在二戰後，為了進行武田氏的研究以及其地域武士團的研究，村上直和服部治則、佐藤八郎等人調查了武川眾的形成過程和在天正壬午之亂中的活動等事。而秋山敬以系譜和所領形成過程為基礎研究了武川眾掌握領地的過程。

## 主要

### 家康安堵狀中
- 青木尾張守時信
- 柳澤兵庫丞信俊
- 折井市左衛門次昌
- 折井長次郎次正
- 米倉六郎右衛門信繼（米倉種繼）
- 米倉左大夫豐繼（種繼的弟弟）
- 米倉加左衛門定繼
- 曲淵彦正正吉
- 小澤善大夫
- 横手源七郎
- 青木彌七信安
- 折井九郎次郎次忠